# Bordeel

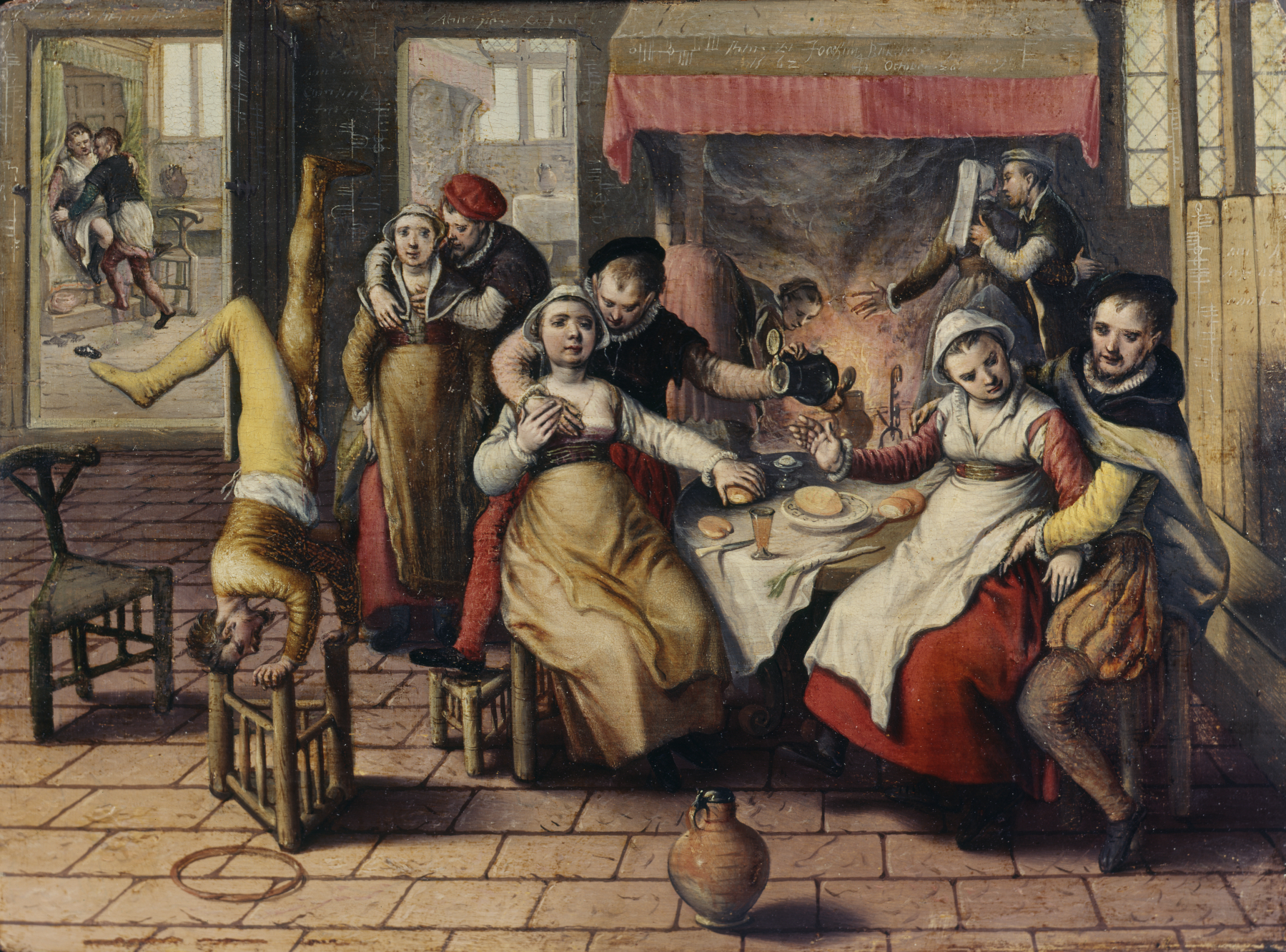
Bordeel (Joachim Beuckelaer, 1562)

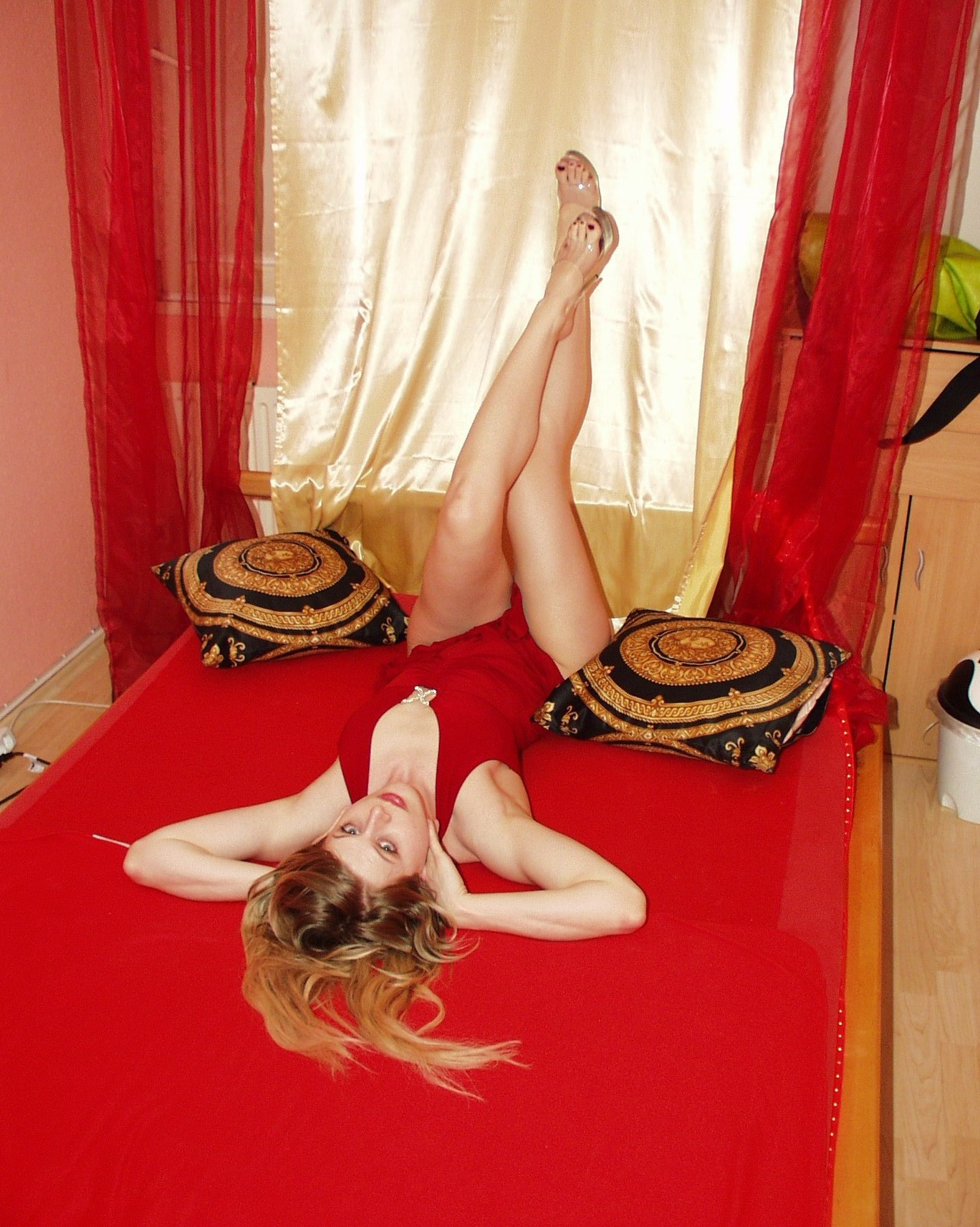
Prostituee in een bordeel

Een bordeel is een gebouw waar bedrijfsmatig prostitutie plaatsvindt, oftewel waar seksuele handelingen op commerciële basis worden uitgevoerd.
Degene die een bordeel beheert, wordt een bordeelhouder of bordeelhoudster genoemd. Een bordeel wordt ook hoerenhuis (minder eerbiedig hoerenkast), huis van ontucht of huis van plezier genoemd en vroeger in Duitsland wel aangeduid als vrouwenhuis. Bordelen hebben een zeer lange geschiedenis die, wat het westen betreft, in ieder geval teruggaat tot het Romeinse rijk. Bordelen zijn ook bekend in oosterse culturen. Er zijn ook bordelen, vooral in Japan, waar de aanbieders van seksuele diensten worden vervangen door hoogwaardige sekspoppen.

## Geschiedenis

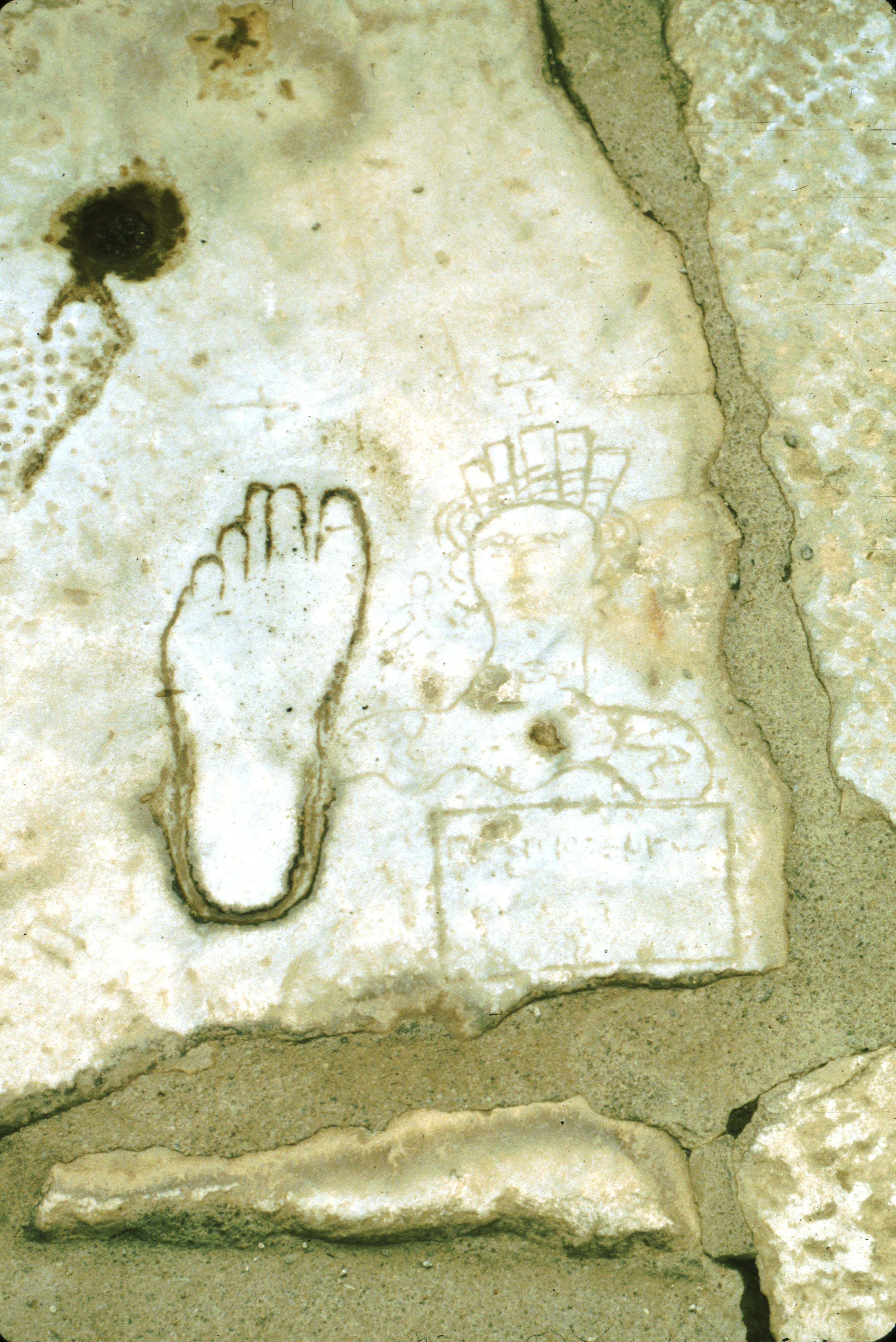
Wegwijzer naar bordeel in Efeze

Hoewel de geschiedenis van bordelen verbrokkeld en onvolledig beschreven is, zijn bordelen met zekerheid al een oud en vermoedelijk wijd verspreid verschijnsel. Zo waren er ten tijde van het Romeinse rijk in Pompeï verschillende bordelen, waarvan er vermoedelijk een exclusief als zodanig in gebruik was. Ook in en na de middeleeuwen bestonden in verschillende Europese landen bordelen. Duitsland bijvoorbeeld kende stadsbordelen of vrouwenhuizen, die min of meer gereglementeerd werden. Aanvankelijk verrichtten vrouwen in deze vrouwenhuizen allerlei handwerk maar later werden het steeds meer plaatsen voor erotisch genot. Vanaf de elfde eeuw stonden stadsbestuurders toe dat er vrouwenhuizen expliciet voor prostitutie werden gesticht. Hier konden rondzwervende bedelaressen worden ondergebracht, hier konden heren aan hun genot komen en het spekte de stedelijke schatkist. Als tegenprestatie hield het stadsbestuur enig toezicht. Ook in Frankrijk en Engeland bestonden door overheden gedoogde bordelen, in verschillende varianten. De lage landen bleven niet achter en Amsterdam was als een van de belangrijkste Europese steden al heel vroeg een broedplaats voor bordelen en prostitutie in het algemeen. Ook elders, zoals in Brugge, Gent, Zwolle en Dordrecht bestonden bordelen. Aan het eind van de achttiende eeuw kende Gent bijvoorbeeld ten minste  tien bordeelhouders, zoals op veel plaatsen ook in dit geval overwegend vrouwen, en waren er halverwege de negentiende eeuw vijf bordelen in Zwolle gevestigd.
Veel bordelen waren in haven- of legioensteden gesitueerd. Tijdens sommige militaire conflicten werden de soldaten voorzien van ontspanning door middel van veldbordelen. Een voorbeeld hiervan is het Franse Bordel militaire de campagne.

## Moderne soorten en variaties
Er bestaan in de eenentwintigste eeuw uiteenlopende typen bordelen. Zo zijn er zogenaamde seksclubs of seksboerderijen waar men een all-in entreeprijs betaalt en de klant zonder bij te betalen seksueel contact kan hebben met sekswerkers. Daarnaast zijn er massagesalons waar erotische massages gegeven worden, als bijzaak of als hoofdzaak. Ook de overgang met bepaalde badhuizen en horecagelegenheden zoals herbergen, hotels of bars (was en) is niet altijd scherp.

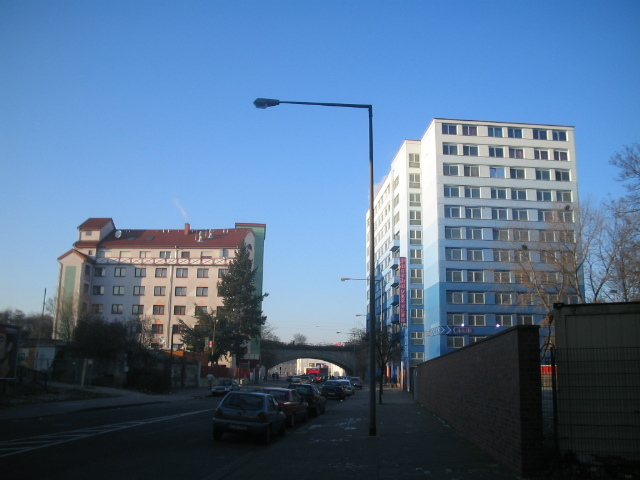
Twee bordeel-flats ("eroshaus") in Keulen

Een typisch Duits type bordeel is het "Laufhaus", "Eros Center" of "Eroshaus": dit is doorgaans een groot flatgebouw, waarin prostituees een kamer gehuurd hebben en bij hun geopende deur op klanten wachten. De klanten mogen doorgaans kosteloos door de gangen lopen en desgewenst gebruikmaken van de aangeboden diensten.
Sommigen noemen ruimtes waarin individuele prostituees werken achter het raam raambordelen.
De meeste bordelen zijn gericht op heteroseksueel verkeer, waarbij meestal de klant mannelijk is en de werknemer vrouwelijk. Een klein deel van de bordelen biedt ook mannelijke werknemers aan.

## Regulering
In de loop van de geschiedenis zijn bordelen in veel landen afwisselend verboden, gedoogd en toegestaan. De overheid zag bordelen vaak als bron van onzedelijkheid en normloosheid maar ook als plaatsen waar de arbeidsomstandigheden slecht waren, ziekten zich konden verspreiden en criminaliteit niet ver weg was. Tegelijk boden bordelen de mogelijkheid tot enig toezicht en genereerden ze soms inkomsten. Bordelen bezorgden sommige steden aantrekkingskracht, zoals Amsterdam.

### Nederland
In Nederland is per 2000 het bordeelverbod opgeheven. Sindsdien is er in Nederland een maximumaantal bordelen per 10.000 inwoners vastgesteld. Alleen bordelen die in het bezit zijn van een bordeelvergunning zijn legaal.

### België
Het houden van een bordeel is in principe strafbaar met een gevangenisstraf van 1 tot 5 jaar en een geldboete van 500 tot 25.000 euro, te vermeerderen opdeciemen. In de praktijk bestaat er een gedoogbeleid.

## Herkomst woord
Het woord bordeel zou afgeleid zijn van het Oudfranse bordel, 'hutje' of 'bordeel', dat stamt uit de twaalfde eeuw en een verkleinwoord zou zijn van borde, 'boerenhuis' of 'planken hut'.

## Bekende bordelen
| Land             | Plaats                   | Bordeel              |           |           |            |
| ---------------- | ------------------------ | -------------------- | --------- | --------- | ---------- |
| Land             | Plaats                   | Bordeel              | Nederland | Amsterdam | Casa Rosso |
| Verenigde Staten | Fayette County, Texas    | Chicken Ranch        |           |           |            |
| Nederland        | Zundert                  | Club Diana           |           |           |            |
| Verenigde Staten | Deadwood (South Dakota)  | Gem Theater          |           |           |            |
| Nederland        | Breda                    | Het huis van Barbara |           |           |            |
| Romeinse Rijk    | Pompeï                   | Lupanar              |           |           |            |
| Frankrijk        | Parijs                   | Madame Claude        |           |           |            |
| Ierland          | Dublin                   | Maiden Tower         |           |           |            |
| Nederland        | Amsterdam                | Maison Weinthal      |           |           |            |
| Verenigde Staten | Marysville               | New World            |           |           |            |
| Nederland        | Breda                    | De Nieuwe Preekstoel |           |           |            |
| Duitsland        | Keulen                   | Pascha               |           |           |            |
| West-Duitsland   | West-Berlijn             | Pension Clausewitz   |           |           |            |
| Nederland        | Linne                    | Postillon Club       |           |           |            |
| Engeland         | Stepney                  | The Tree Tuns        |           |           |            |
| Mexico           | San Francisco del Rincón | Rancho El Ángel      |           |           |            |
| Engeland         | Londen                   | Rosemary Lane        |           |           |            |
| Duitsland        | Berlijn                  | Salon Kitty          |           |           |            |
| Nederland        |                          | Vialet Escortservice |           |           |            |
| Nederland        | Amsterdam                | Yab Yum              |           |           |            |